# Phyllodesmium lizardense
Phyllodesmium lizardense is een slakkensoort uit de familie van de Facelinidae. De wetenschappelijke naam van de soort is voor het eerst geldig gepubliceerd in 2008 door Burghardt, Schröl & Wägele.